# جون بروميتش
جون بروميتش (بالإنجليزية: John Bromwich)‏ مواليد 14 نوفمبر 1918 في سيدني - الوفاة 21 أكتوبر 1999 في غيلونغ، فيكتوريا، كان لاعب كرة مضرب أسترالي بدأ مسيرته كمحترف سنة 1934 وكان يلعب باليد اليسرى، اعتزل اللعب في 1954. كما أنه أحد أبطال الجراند سلام. أعلى تصنيف له في الفردي كان المركز الـ 3 في سنة 1938.

## بطولات حققها
- بطولة ويمبلدون

## النهائيات

### الفردي (الألقاب 2 – الوصافة 6)
| الحصيلة | السنة | البطولة                       | الأرضية | النتيجة في النهائي      |
| ------- | ----- | ----------------------------- | ------- | ----------------------- |
| الوصافة | 1937  | بطولة أستراليا المفتوحة للتنس | عشبية   | 3–6, 6–1, 0–6, 6–2, 1–6 |
| الوصافة | 1938  | بطولة أستراليا المفتوحة للتنس | عشبية   | 4–6, 2–6, 1–6           |
| الفوز   | 1939  | بطولة أستراليا المفتوحة للتنس | عشبية   | 6–4, 6–1, 6–3           |
| الفوز   | 1946  | بطولة أستراليا المفتوحة للتنس | عشبية   | 5–7, 6–3, 7–5, 3–6, 6–2 |
| الوصافة | 1947  | بطولة أستراليا المفتوحة للتنس | عشبية   | 6–4, 4–6, 6–3, 5–7, 6–8 |
| الوصافة | 1948  | بطولة أستراليا المفتوحة للتنس | عشبية   | 4–6, 6–3, 3–6, 6–2, 3–6 |
| الوصافة | 1948  | ويمبلدون                      | عشبية   | 5–7, 6–0, 2–6, 6–3, 5–7 |
| الوصافة | 1949  | بطولة أستراليا المفتوحة للتنس | عشبية   | 3–6, 2–6, 2–6           |

## روابط خارجية
- جون بروميتش على موقع رابطة محترفي التنس (الإنجليزية)
- جون بروميتش على موقع الاتحاد الدولي لكرة المضرب (الإنجليزية)
- جون بروميتش على موقع كأس ديفيز (الإنجليزية)
- جون بروميتش على موقع قاعة مشاهير كرة المضرب الدولية (الإنجليزية)
- جون بروميتش على موقع اتحاد التنس الأسترالي (الإنجليزية)
- جون بروميتش على موقع خلاصة التنس.كوم (الإنجليزية)
- جون بروميتش على موقع قاعة أستراليا للمشاهير الرياضية (الإنجليزية)